# Automerella
Automerella is een geslacht van vlinders uit de familie nachtpauwogen (Saturniidae). De wetenschappelijke naam is voor het eerst vastgelegd in 1949 door Charles D. Michener.
De typesoort van het geslacht is Hyperchiria flexuosa Felder, 1874.

## Soorten
- Automerella aurora Maassen & Weymer, 1886
- Automerella flexuosa Felder, 1874
- Automerella mendosa (Boisduval, 1875)
- Automerella miersi Lemaire & Mielke, 1998